# Andy Baetens
Andy Baetens (* 24. Februar 1989 in Nieuwerkerken) ist ein belgischer Dartspieler. 2023 gewann er die WDF-Weltmeisterschaft und wurde somit zum ersten belgischen Weltmeister im Darts.

## Karriere
Bereits im Jahr 2010 nahm Baetens an den Belgium Open, einem Turnier der World Darts Federation (WDF) teil, bei dem er unter den letzten 64 ausschied. Daraufhin erreichte er erst 2014 wieder internationale Erfolge. So spielte er sich beim Sunparks Masters unter die letzten 32. Im August 2015 spielte sich Baetens beim Antwerp Open ins Viertelfinale. Er besiegte dafür eine Runde zuvor Glen Durrant mit 4:3, bevor er Fabian Roosenbrand mit 3:5 unterlag. Ein Jahr später im Mai 2016 erreichte Baetens sein zweites internationales Viertelfinale bei den Polish Open. In diesem unterlag er dem Deutschen Robert Allenstein mit 0:4. Seinen ersten Sieg in einem WDF/BDO-Turnier erzielte er im November desselben Jahres bei den Czech Open. Hierfür besiegte er im Finale Darryl Fitton mit 6:4.
Kurz darauf durfte Baetens an seinem ersten BDO-Majorturnier teilnehmen. Beim Finder Darts Masters startete Baetens in Gruppe A mit einem 5:3-Sieg gegen Scott Waites, unterlag jedoch in seinem zweiten Spiel mit 3:5 gegen Scott Mitchell und schied somit als Gruppenzweiter aus.
Zu Beginn des Jahres 2017 gewann Baetens nach einem Finalsieg über Scott Baker das Romanian Classic. Kurz darauf ging Beatens erstmals bei den Dutch Open an den Start und kam bis in die Runde der letzten 32, wo er Mark McGeeney unterlag. Bei den German Masters Anfang April verlor Baetens erst im Halbfinale gegen Richard Veenstra. Bei den Denmark Open unterlag Baetens im Finale Scott Mitchell mit 1:6. Anfang August gewann Baetens das Belgium Masters, indem er sich im Finale gegen Willem Mandigers mit 3:2 in Sätzen durchsetzte.
Ein weiterer Turniersieg gelang Baetens beim England Masters. Er besiegte hierfür im Finale Jamie Hughes mit 5:2.  Kurz darauf im Oktober 2017 war Baetens Teil des belgischen Teams beim WDF World Cup in Japan. Im Team erreichten sie dabei das Viertelfinale, in welchem sie knapp mit 8:9 gegen die Schweiz verloren. Im Doppel schieden er und Niels Vanbergen bereits unter den letzten 32 aus, im Einzel konnte er sich jedoch bis ins Achtelfinale spielen, wo er mit 2:4 Ricardo Pietreczko unterlag. Beim Finder Darts Masters 2017 startete Beatens erneut mit einem Sieg in die Gruppenphase. Gegen Dennie Olde Kalter gewann er mit 5:1. Er unterlag jedoch mit 3:5 Wesley Harms und schied somit wie im Vorjahr als Gruppenzweiter aus.
Im Januar 2018 gab Baetens sein WM-Debüt bei der BDO World Darts Championship. Gesetzt an Position 13 gewann er sein Auftaktmatch gegen Scott Baker mit 3:2. Im finalen fünften Satz ging es dabei in die Verlängerung, die Baetens mit 5:3 für sich entschied. Auch sein zweites Match gegen die Nummer vier der BDO, Scott Mitchell, konnte Baetens für sich entscheiden. Ein 4:2 brachte ihn bei seinem WM-Debüt direkt ins Viertelfinale. Hier traf er auf den ungesetzten Scott Waites, gegen den Baetens zunächst mit sechs gewonnenen Legs in Folge 2:0 in Führung ging. Später führte er mit 4:1, brachte das Spiel jedoch nicht über die Ziellinie. Insgesamt sechs Matchdarts warf Baetens am Doppel vorbei, sodass sich Waites in der Verlängerung des neunten Satzes mit 2:4 durchsetzte und Beatens somit im Viertelfinale ausschied.
Bei den Dutch Open 2018 erreichte Baetens nach Siegen über Tony O’Shea und Gino Vos das Viertelfinale. In diesem unterlag er jedoch dem späteren Turniersieger Mark McGeeney mit 2:5. Im Juni nahm er daraufhin erstmals an der BDO World Trophy teil. Mit 6:4 siegte er dabei in der ersten Runde gegen Justin Thompson, verlor jedoch danach mit 4:6 gegen Scott Baker. Zwei Monate darauf unterlag Baetens im Finale der Belgium Open Glen Durrant mit 1:2 in Sätzen. Später spielte er sich ins Halbfinale des England Matchplay, eine erneute Qualifikation für die BDO-WM gelang ihm jedoch nicht.
Stattdessen nahm Baetens Anfang 2019 bei der PDC Qualifying School teil, um sich eine Tour Card für die kommenden zwei Jahre zu erspielen. Seine Leistungen reichten dafür jedoch nicht aus. Er spielte daraufhin im Kalenderjahr 2019 kaum Turniere, bevor er 2020 auf die Q-School zurückkehrte. Einmal ging es dabei für ihn in die Runde der letzten 32, er scheiterte jedoch erneut am Ziel Tour Card. Bei den Dutch Open 2020 war Baetens wieder dabei. Er setzte sich dabei unter anderem gegen Dirk van Duijvenbode und Mario Vandenbogaerde durch, bevor er im Viertelfinale mit 4:5 Brian Raman unterlag. Daraufhin unterbrach die COVID-19-Pandemie seine Karriere.
Erst im September 2021 trat Baetens wieder international in Erscheinung. Er gewann Anfang September 2021 sowohl die Catalonia Open als auch die FCD Anniversary Open. Bei den British Open spielte sich Baetens ins Achtelfinale, verlor jedoch gegen
Martin Atkins mit 3:4. Ende November setzte sich Baetens mit 5:0 im Finale der Czech Open gegen Mark Barilli durch.
Baetens war im April 2022 bei der ersten WDF World Darts Championship als siebter der WDF Main Ranking Table gesetzt. In seinem ersten Spiel setzte er sich dabei ohne Probleme gegen Dave Parletti mit 3:1 durch, bevor er auch Scott Marsh mit 3:0 besiegte und wie bei seiner letzten WM-Teilnahme 2018 ins Viertelfinale einzog. In diesem traf er auf den an Nummer zwei gesetzten Franzosen Thibault Tricole. In diesem Spiel ging Baetens zunächst mit drei Legs in Folge 1:0 in Führung. Tricole glich jedoch aus und so gewannen beide Spieler nacheinander die kommenden Sätze bis zum 2:2. Danach spielten beide Spieler ein Satzbreak, sodass es zu einem entscheidenden siebten Durchgang kam. In diesem ging Baetens zunächst mit 2:0 in Führung, doch Tricole kam noch einmal zurück und stellte auf 2:2, sodass es zu einem Last-Leg-Decider kam. Diesen gewann Tricole in 19 Darts und somit schied Baetens auch bei seiner zweiten WM-Teilnahme im Viertelfinale knapp aus.
Anfang Juni spielte sich Baetens ins Finale der Helvetia Open, welches er mit 3:5 gegen Alexander Merkx verlor. Daraufhin nahm er wieder an den Dutch Open teil, wobei er bereits in der Runde der letzten 32 gegen Johan van Velzen ausschied. Gemeinsam mit Thibault Tricole gewann er jedoch den Doppeltitel, indem die beiden sich mit 5:1 gegen Barry Copeland und Neil Duff durchsetzten. Anfang September unterlag Baetens im Finale der FCD Anniversary Open mit 4:5 Shane McGuirk aus Irland.
Ende September 2022 gab Baetens sein Debüt auf der European Darts Tour, nachdem er sich zuvor beim Host Nation Qualifier für die Belgian Darts Open durchgesetzt hatte. In der ersten Runde traf er auf den Letten Madars Razma und verlor mit 4:6. In der darauffolgenden Woche war Baetens Teil des Belgischen Teams beim WDF Europe Cup in Spanien. Im Team unterlag Belgien dabei im Achtelfinale Schottland. Im Doppel an der Seite von John Desreumaux war sogar eine Runde früher, ebenfalls gegen ein schottisches Team, Schluss. Im Einzel spielte sich Baetens allerdings bis ins Halbfinale, in welchem er denkbar knapp dem späteren Titelträger Jacques Labre mit 5:6 unterlag.
Anfang Oktober gewann Baetens die Bruges Open mit 5:4 gegen Robbie Knops. Seinen Titel bei den Czech Open verteidigte Baetens Ende November mit einem 5:0-Erfolg über Anthony Allen. Beim World Masters 2022 verlor Baetens mit 4:5 in der Runde der letzten 32 gegen Davy Proosten.
2023 begann für Baetens nach drei Jahren wieder mit einer Teilnahme an der Q-School. Er qualifizierte sich dabei am zweiten Tag für die Final Stage. In dieser schaffte er es zweimal ins Achtelfinale und beendete die Rangliste auf Rang 16, was jedoch erneut nicht für die Tour Card reichte. Daraufhin nahm Baetens wieder an den Dutch Open teil, wo er durch Siege unter anderem gegen Madreno Michels, Dennie Olde Kalter und Jelle Klaasen ins Finale spielen konnte. In diesem musste er sich jedoch mit 1:3 gegen Berry van Peer geschlagen geben. Im Finale der Slovak Open Ende Februar unterlag er Liam Maendl-Lawrance mit 4:5. Seine nächsten Turniersiege erzielte Baetens Mitte April in Kroatien. Zunächst gewann er das Finale der Croation Open mit 5:4 gegen Jelle Klaasen, bevor er mit 5:2 auch das Croatian Masters, ebenfalls gegen Klaasen für sich entschied. Einen weiteren Doppelsieg erlangte Baetens Ende April in Dänemark. Er siegte sowohl beim Denmark Masters gegen Martyn Turner, als auch beim Gold-Turnier der Denmark Open gegen Neil Duff mit 6:2, womit er sich den ersten Platz in der WDF Main Ranking Table sicherte.
Im Mai qualifizierte sich Baetens erneut über den Host Nation Qualifier für die Belgian Darts Open 2023. Hierbei gelangen ihm erstmals Siege, als er sich gegen Jermaine Wattimena und den gesetzten Andrew Gilding durchsetzte. Erst im Achtelfinale wurde er von Luke Humphries mit 5:6 knapp gestoppt.
Im Finale des WDF-Turniers der Belgium Open Anfang August verlor Baetens mit 2:5 gegen Francois Schweyen, kurz darauf wurde er jedoch als Erstplatzierter der WDF Main Ranking Table zu den Australian Darts Open 2023, einem der vier Platin-Turniere der WDF, eingeladen. Bereits bei den Pacific Masters im Vorfeld des Turniers gelangte Baetens bis ins Finale, in welchem er mit 5:6 gegen Raymond Smith verlor. Beim eigentlichen Turnier gewann er seine Gruppe nach zwei Siegen über Rob Modra und Laurie Loch. Im Viertelfinale besiegte er daraufhin Ronald Nakata mit 6:2, bevor er sich in erstklassiger Manier gegen Raymond Smith mit 8:0 durchsetzte. Im Finale traf Baetens daraufhin auf den WDF-Weltmeister Neil Duff, den Baetens mit 10:2 besiegte und somit den ersten Platin-Titel seiner Karriere einstrich.
Beim WDF World Cup 2023 Ende September war Baetens Teil des belgischen Teams. Im Einzel schied Baetens dabei nach zwei Siegen unter den letzten 64 gegen Raymond Smith aus. Auch im Doppel an der Seite von Jeroen Caron war bereits in dieser Runde Schluss. Im Teamwettbewerb überstanden sie zwar die Gruppenphase, unterlagen aber im ersten K.-o.-Spiel äußerst knapp Finnland mit 8:9.
Anfang Oktober siegte Baetens sowohl bei den Bruges Open als auch bei den Belfry Open, zwei Silber-Turnieren, die beide in seiner Heimat Belgien stattfanden. Mitte November kam ein weiterer Turniersieg bei den Czech Open hinzu. Er gewann das Finale mit 5:1 gegen Andreas Harrysson aus Schweden. Baetens gewann das Turnier somit nun dreimal in Folge.
Im Dezember 2023 nahm Baetens als Nummer 1 der WDF-Weltrangliste an der WDF World Darts Championship 2023 teil. Nach Siegen über Sebastian Białecki, Gary Stone, Jonathan Tata und Dennis Nilsson erreichte er das Finale, welches er mit 6:1 gegen Chris Landman gewinnen konnte. Mit diesem Finalsieg wurde er zum ersten belgischen Weltmeister in der Geschichte der Sportart Darts.
Anfang Januar 2024 nahm Baetens wieder an der Q-School teil. Er qualifizierte sich dabei auf direktem Wege für die Final Stage und schaffte es am dritten Tag, sich per Tagessieg eine Tour Card zu erspielen.

## Titel

### BDO
- Weitere
  - 2016: Czech Open
  - 2017: Belgium Masters, England Masters, Romanian Classic

### WDF
- Platin-Turniere
  - WDF World Darts Championship: (1) 2023
  - Australian Darts Open: (1) 2023
- Gold-Turniere
  - Denmark Open: (1) 2023
- Silber-Turniere
  - Belfry Open: (1) 2023
  - Croatian Masters: (1) 2023
  - Bruges Open: (2) 2022, 2023
  - Czech Open: (3) 2021, 2022, 2023
  - Denmark Masters: (1) 2023
- Bronze-Turniere
  - Catalonia Open: (1) 2021
  - Croatian Open: (1) 2023
  - FCD Anniversary Open: (1) 2021

## Weltmeisterschaftsresultate

### BDO
- 2018: Viertelfinale (4:5-Niederlage gegen  Scott Waites)

### WDF
- 2022: Viertelfinale (3:4-Niederlage gegen  Thibault Tricole)
- 2023: Sieger (6:1-Sieg gegen  Chris Landman)

## Turnierergebnisse
| Turnier                    | 2016                       | 2017                       | 2018                       | 2019                       | 2020                   | 2021                   | 2022                   | 2023                   | 2024              | 2025              |
| -------------------------- | -------------------------- | -------------------------- | -------------------------- | -------------------------- | ---------------------- | ---------------------- | ---------------------- | ---------------------- | ----------------- | ----------------- |
| BDO-Major-Turniere         |                            |                            |                            |                            |                        |                        |                        |                        |                   |                   |
| Weltmeisterschaft          | n/q                        | n/q                        | VF                         | n/q                        | n/q                    | Verband insolvent      | Verband insolvent      | Verband insolvent      | Verband insolvent | Verband insolvent |
| World Trophy               | n/q                        | n/q                        | AF                         | n/q                        | n/q                    | Verband insolvent      | Verband insolvent      | Verband insolvent      | Verband insolvent | Verband insolvent |
| WDF-Platin-/Major-Turniere |                            |                            |                            |                            |                        |                        |                        |                        |                   |                   |
| Dutch Open                 | kein Platin-Turnier        | kein Platin-Turnier        | kein Platin-Turnier        | kein Platin-Turnier        | VF                     | n/a                    | 7R                     | F                      | n/t               | n/t               |
| Weltmeisterschaft          | nicht ausgetragen          | nicht ausgetragen          | nicht ausgetragen          | nicht ausgetragen          | nicht ausgetragen      | nicht ausgetragen      | VF                     | S 1                    | n/t               | n/t               |
| WDF World Cup              | n/a                        | AF                         | n/a                        | n/t                        | nicht ausgetragen      | nicht ausgetragen      | nicht ausgetragen      | n/t                    | n/a               | n/t               |
| World Masters              | nicht ausgetragen          | nicht ausgetragen          | nicht ausgetragen          | nicht ausgetragen          | nicht ausgetragen      | nicht ausgetragen      | 4R                     | n/a                    | n/t               | n/a               |
| Finder Masters             | GP                         | GP                         | n/t                        | n/a                        | nicht ausgetragen      | nicht ausgetragen      | nicht ausgetragen      | nicht ausgetragen      | nicht ausgetragen | nicht ausgetragen |
| PDC-Ranking-Turniere       |                            |                            |                            |                            |                        |                        |                        |                        |                   |                   |
| World Masters              | nicht ausgetragen          | nicht ausgetragen          | nicht ausgetragen          | nicht ausgetragen          | nicht ausgetragen      | nicht ausgetragen      | nicht ausgetragen      | nicht ausgetragen      | nicht ausgetragen | 1R                |
| UK Open                    | nicht teilgenommen         | nicht teilgenommen         | nicht teilgenommen         | nicht teilgenommen         | nicht teilgenommen     | nicht teilgenommen     | nicht teilgenommen     | nicht teilgenommen     | 2R                | 2R                |
| Karrierestatistiken        |                            |                            |                            |                            |                        |                        |                        |                        |                   |                   |
| Jahresendplatzierung       | 52                         | 13                         | 36                         | ?                          | 8                      | 8                      | 6                      | 1                      | 91                |                   |
| Verband                    | British Darts Organisation | British Darts Organisation | British Darts Organisation | British Darts Organisation | World Darts Federation | World Darts Federation | World Darts Federation | World Darts Federation | PDC               | PDC               |

| Legende zu den Turnierergebnissen | Legende zu den Turnierergebnissen | Legende zu den Turnierergebnissen | Legende zu den Turnierergebnissen | Legende zu den Turnierergebnissen | Legende zu den Turnierergebnissen | Legende zu den Turnierergebnissen | Legende zu den Turnierergebnissen | Legende zu den Turnierergebnissen | Legende zu den Turnierergebnissen |
| --------------------------------- | --------------------------------- | --------------------------------- | --------------------------------- | --------------------------------- | --------------------------------- | --------------------------------- | --------------------------------- | --------------------------------- | --------------------------------- |
| n/t                               | nicht teilgenommen                | n/q                               | nicht qualifiziert                | n/a                               | nicht ausgetragen                 | #R                                | Aus in jeweiliger Runde           | GP                                | Aus in der Gruppenphase           |
| AF                                | Achtelfinalist                    | VF                                | Viertelfinalist                   | HF                                | Halbfinalist                      | F                                 | Turnierfinalist                   | S                                 | Turniersieger                     |